# Vaxholms distrikt
Vaxholms distrikt är ett distrikt i Vaxholms kommun och Stockholms län. 
Distriktet ligger i och omkring Vaxholm. 

## Tidigare administrativ tillhörighet
Distriktet inrättades 2016 och utgörs av området som Vaxholms stad omfattade till 1971 samt en del (Bogesundslandet) i Östra Ryds socken.
Området motsvarar den omfattning Vaxholms församling hade 1999/2000.